# Passo di Niemet
Il passo di Niemet (2.280 m s.l.m. - detto anche  Passo d'Emet) è un valico alpino posto lungo il confine tra l'Italia e la Svizzera. Collega Madesimo in provincia di Sondrio con Ferrera (frazione Innerferrera) nel Cantone dei Grigioni.

## Caratteristiche
Dal punto di vista orografico si trova nelle Alpi del Platta, sottosezione delle Alpi Retiche occidentali tra il Pizzo Suretta ed il Piz Timun.
Dal versante italiano poco sotto il valico si trova il rifugio Giovanni Bertacchi (2.175 m).